# Nightmare Sisters
Pour plus de détails, voir Fiche technique et Distribution.
Nightmare Sisters  est un film américain réalisé par David DeCoteau, sorti en 1987.

## Synopsis
Melody, Marci et Mickey, trois étudiantes au physique ingrat, décident de faire une séance de spiritisme. Sans le vouloir, elles invoquent un démon qui les transforme en trois superbes créatures avides de sexe et de sang.

## Fiche technique
- Titre : Nightmare Sisters
- Réalisation : David DeCoteau
- Scénario : Kenneth J. Hall
- Musique : Del Casher, Haunted Garage, Michael Sonye
- Producteurs : David DeCoteau, Kenneth J. Hall, John Schouweiler
- Durée : 88 minutes
- Date de sortie : 1987

## Distribution
- Linnea Quigley : Melody
- Brinke Stevens : Marci
- Michelle Bauer : Mickey
- Timothy Kauffman : Phil
- Richard Gabai : Kevin
- C. Jay Cox : Bud